# Senftenhaus

Aufriss Senftenhaus, Obere Herrngasse 5 und 5a, 1874

Das Senftenhaus in der Oberen Herrengasse 5 in Schwäbisch Hall ist ein altes Wohn- und Geschäftshaus. Das erhaltene Hauptgebäude eines lange Zeit zusammengehörenden Komplexes befindet sich in der Oberen Herrngasse 5, das deutlich jüngere Hintergebäude hatte die Adresse Obere Herrngasse 5a und existiert nicht mehr.

## Geschichte des Hauptgebäudes
Der Ratsherr Gilg Senft ließ in den Jahren 1492 bis 1494 offenbar einen Vorgängerbau ganz oder teilweise abreißen und das Haus mit der heutigen Adresse Obere Herrngasse 5 errichten; Holzteile des heutigen Hauses konnten dendrochronologisch auf die Jahre 1492 und 1493 datiert werden. In Senfts Rechnungsbuch sind Kosten von insgesamt 362 Gulden dafür verzeichnet, aufgeschlüsselt etwa nach Abbrucharbeiten, Taglöhnen für Zimmerleute und andere Arbeiter sowie den Preisen von Ziegeln und Backsteinen. Erwähnt werden auch zwei Gulden für die Bezahlung von zwei Wappen, nämlich für Gilg Senft selbst und seine Ehefrau Margaretha von Rinderbach.
Wegen dieser beiden Wappen, die an den Kragsteinen des ersten Geschosses ausgehauen sind, ordnete Eugen Gradmann das Haus, das zu seiner Zeit noch die Adresse Obere Herrengasse 55 trug, als gotisch ein.
Ab 1817 war das Haus lange Zeit im Besitz von Metzgern und wurde daher auch als Geschäftshaus genutzt. Damit gingen etliche Umbauten einher.
Ein Kellervorbau rechts neben dem Eingang wurde im Jahr 1874 abgebrochen. Im Zuge dieser Umgestaltung wurde auch die Treppe verkürzt und die Raumeinteilung im Erdgeschoss verändert. Rechts des Eingangs wurde ein Ladenraum eingerichtet, im hinteren Bereich eine Wurstküche. Im Hinterhof wurde außerdem ein Viehstall gebaut.
Zwanzig Jahre später wurde das Haus erneut verändert. Im zweiten Stock wurde ein Zimmer eingerichtet und in den Dachstock eine Dreizimmerwohnung mit Küche und Abort eingebaut, ferner wurden die Treppen erneuert.
1896 wurde das Erdgeschoss erneut umgebaut. Der Laden wurde auf die linke Seite des Hauses, vor die Wurstküche, verlegt, während auf der rechten Seite eine Wohnung, die zwei Fenster zur Oberen Herrngasse hatte, eingerichtet wurde. Dabei wurde auch das Treppenhaus verändert. Ein Teil der Erdgeschosswohnung wurde später wieder in die Ladenfläche integriert.
1897 wurde ein Eiskeller und Kühlraum eingerichtet, der bis unter den Hinterhof reichte und einen Zugang von der Wurstküche her hatte, 1903 kam ein weiterer Eiskeller hinzu.
Für das Jahr 1932 ist eine Kaminerneuerung verzeichnet. Da der Keller während des Zweiten Weltkrieges als Luftschutzraum genutzt wurde, legte man 1944 dort Mauerdurchbrüche zu den Nachbarhäusern an. 
Seit 1960 ist das Haus an die Kanalisation angeschlossen. Die Sandsteinfassade unterhalb der Schaufenster wurde im Jahr 1999 saniert.
Das barock umgestaltete, verputzte Fachwerkhaus wurde am 8. Oktober 1925 in das Landesverzeichnis der Baudenkmale in Württemberg eingetragen.

## Geschichte des Hintergebäudes
Zu der Zeit, als das Anwesen als Metzgerei genutzt wurde, waren im Hinterhaus der Brühkessel und eine Magdkammer untergebracht. 1897 wurde dieses alte Hinterhaus von Wilhelm Stähle durch einen Neubau mit Holzremise ersetzt. Dieses Bauwerk wurde auf die Mauer zur Treppe zwischen der Oberen Herrngasse und der Pfarrgasse gesetzt und schloss an das Haus Pfarrgasse 12 an. Es erhielt massive Fundamentmauern; die Umfassungswände wurden teils massiv gebaut, teils mit ausgemauertem Fachwerk errichtet. Die Holzremise war mit 4,5 Metern ursprünglich deutlich niedriger als das sieben Meter hohe Hinterhaus. 1904 wurde sie wohl aufgestockt, so dass eine weitere Wohnung eingebaut werden konnte. Dieses Hintergebäude wurde samt dem Hofgrundstück 1982 an die Stadt Schwäbisch Hall verkauft und im Jahr darauf abgerissen, wobei aber die Mauer zur Treppe hin erhalten blieb. Es hatte sich zuletzt in desolatem Zustand befunden und war für Wohnzwecke nicht mehr geeignet gewesen.

## Besitzer und Nutzer des Haupthauses
Gilg Senft starb 1514, seine Witwe 1532. Mindestens bis 1535 gehörte das Haus dann dem Sohn, Gilg Senft dem Jüngeren. Danach wohnte der Tucher Dietrich Blanck in dem Haus. Seine Witwe Ursula, geb. Haug, brachte es 1545 in ihre zweite Ehe mit Jakob Feyerabend mit. Das Ehepaar Feyerabend fiel 1564 der Pest zum Opfer; möglicherweise wurde das Haus aber schon 1555 weiterverkauft. Für die Zeit ab 1573 ist der Stadtarzt Nikolaus Winckler als Besitzer des Gebäudes belegt, später dessen Witwe Anna Maria, geb. Feldmatt, die 1623 starb und das Haus ihrer Enkelin Anna Marie Glock, geb. Löchner, vererbte. 1646 wurde das Haus an den Registrator Jakob Hoffmann verkauft, dessen Töchter und Erbinnen es 1651 an den Schultheiß Simon Hezel veräußerten. Dessen Witwe brachte das Haus 1663 in ihre Ehe mit Pfarrer Albrecht Müller mit. Sechs Jahre später verkaufte das Ehepaar das Haus an den Handelsmann Johann Joseph Romig, dessen Witwe das Haus 1693 an den Stadtschreiber Johann Peter Romig, ihren Sohn, vererbte. Bis 1741 wohnte dessen Witwe darin. Wohl 1742 wurde das Haus dann an den Ratsherrn Dr. Johann Friedrich Hartmann verkauft, der zwei Wappensteine an der Erdgeschossfassade anbringen ließ. 
Nachdem das Ehepaar Hartmann 1778 gestorben war, kaufte der Oberleutnant Johann Wilhelm Glock das Haus; seine Witwe veräußerte es 1817 an den Bürger und Metzgermeister Christoph Ludwig Feuchter. Auch die nächsten Besitzer des Hauses, Philipp Jakob Bullinger, Albert List aus Ludwigsburg, Georg Michael Schramm, Wilhelm Stähle aus Hall und Otto Kelle, waren Metzger und betrieben ihr Geschäft auch jeweils in dem Haus. Erst 1928 trat eine Änderung ein. Der neue Besitzer, Johann Jakob Beißwenger, lebte in Genf, das Ladenlokal wurde an den Landwirtschaftlichen Hausfrauenverein vermietet. Ab 1938 betrieb Johanna Frenz, die auch in dem Haus wohnte, ein Lebensmittelgeschäft mit Gemüsehandlung in dem Laden, 1956 wurde das Geschäft, immer noch in den Händen von Johanna Frenz, als Hausfrauenladen bezeichnet, 1961 wieder als Lebensmittelgeschäft. 2006 wurde das Haus an die Grundstücks- und Wohnungsbaugesellschaft Schwäbisch Hall mbH verkauft.